# 瑟索克宫

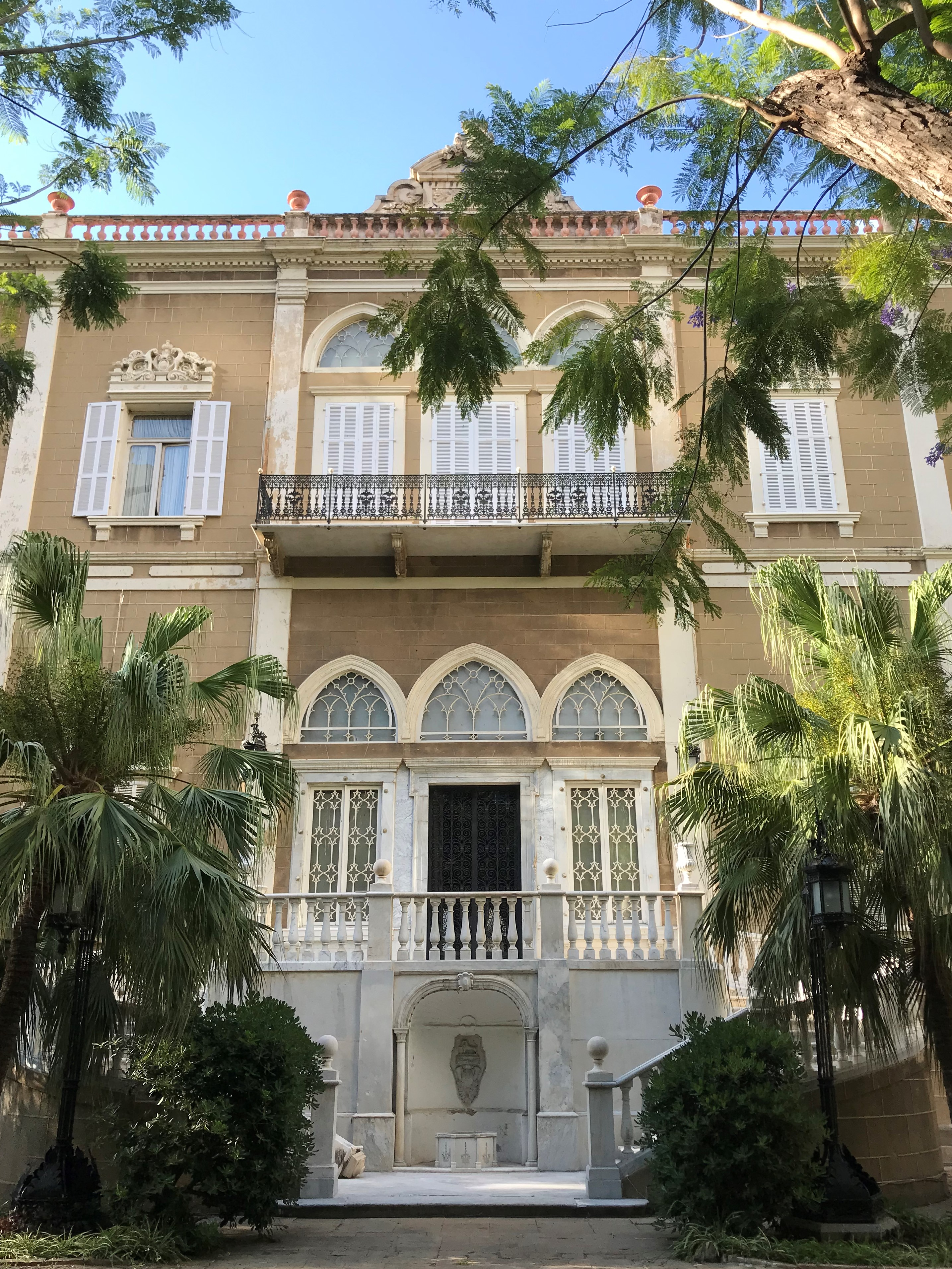
瑟索克宫

瑟索克宫（法语：Palais Sursock）是一座宏伟的住宅，位于黎巴嫩首都贝鲁特阿什拉斐叶区（Achrafieh）的瑟索克街（Rue Sursock）。它由瑟索克（Moïse Sursock）完成于1860年，业主是科克伦·瑟索克女士（Lady Cochrane Sursock，1922-2020）, 一位保护黎巴嫩历史建筑的倡导者。
瑟索克宫是瑟索克家族悠久历史的象征，周围环绕的花园，可以租用来举办特殊活动，例如婚礼。 宫殿对面的瑟索克博物馆，是一座建于1912年的别墅，由尼古拉斯·瑟索克遗赠给贝鲁特市，于1961年成为博物馆。黎巴嫩内战后，经过20年的精心修复，这座宫殿才得以恢复，并于2010年重新开放。
瑟索克宫在2020年贝鲁特爆炸事故中受到损坏，但已有计划进行重建。